# جون لانج (أستاذ جامعي)
جون لانج (بالدنماركية: Johan Lange)‏ هو عالم نبات دنماركي، ولد في 20 مارس 1818 في فريديريكا في الدنمارك، وتوفي في 3 أبريل 1898 في كوبنهاغن في الدنمارك.